# Microgale brevicaudata
Microgale brevicaudata é uma espécie de mamífero da família Tenrecidae, endêmica de Madagascar.